# Związek Sokolstwa Słowiańskiego
Związek Sokolstwa Słowiańskiego, (ang. World Sokol Fderation; cz. Světový svaz sokolstva) – federacja zrzeszająca krajowe organizacje związkowe Towarzystwa Gimnastycznego „Sokół”
Założona w roku 1925 w Warszawie z inicjatywy Adama Zamoyskiego. Działała w latach 1925–1939. Do 1939 r. do ZSS należały organizacje z Polski, Czechosłowacji, Królestwa Serbów, Chorwatów i Słoweńców (od 1929 r. Królestwo Jugosławii), Bułgarii, „Sokół” Serbo-Łużycki, Związek Sokołów Rosyjskich na Emigracji oraz Związek Sokolstwa Słowiańskiego w Ameryce. Jej działalność przerwał wybuch II wojny światowej. W okresie komunistycznym na terenie państw bloku socjalistycznego miała zakaz działalności. 

## Światowa Federacja Sokoła
Organizacja została reaktywowana w marcu 1994 roku pod nazwą World Sokol Federation (cz. Světový svaz sokolstva). Do organizacji należy 13 organizacji związkowych, które mają swoje oddziały w 18 państwach. Obecnie siedziba federacji znajduje się w Pradze. Światowa Federacja Sokoła liczy ok. 250 tys. członków.